# Brunfjällig champinjon
Brunfjällig champinjon (Agaricus subperonatus) är en svampart som först beskrevs av Jakob Emanuel Lange, och fick sitt nu gällande namn av Rolf Singer 1951. Brunfjällig champinjon ingår i släktet champinjoner och familjen Agaricaceae.  Arten är reproducerande i Sverige. Inga underarter finns listade i Catalogue of Life.

## Källor

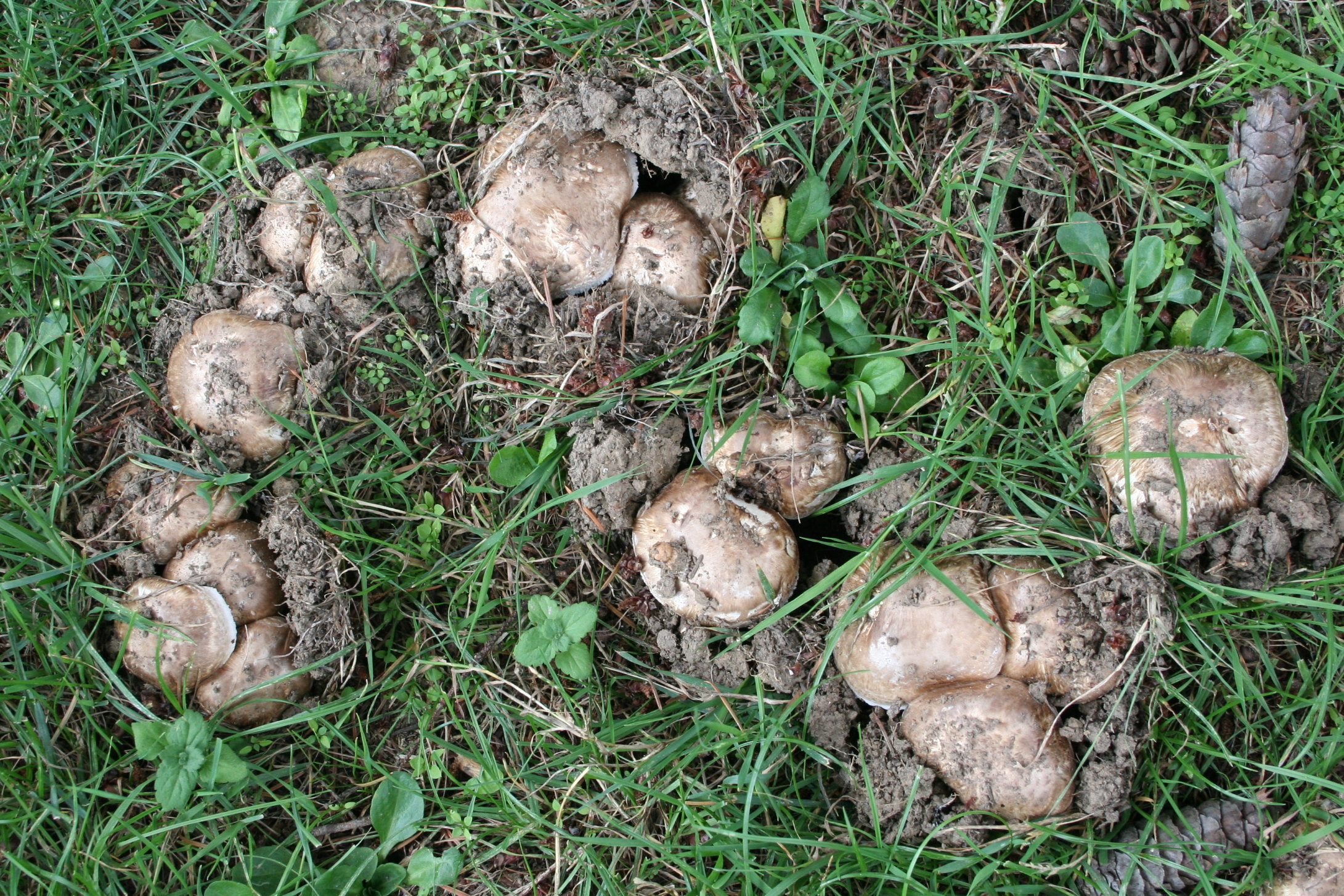
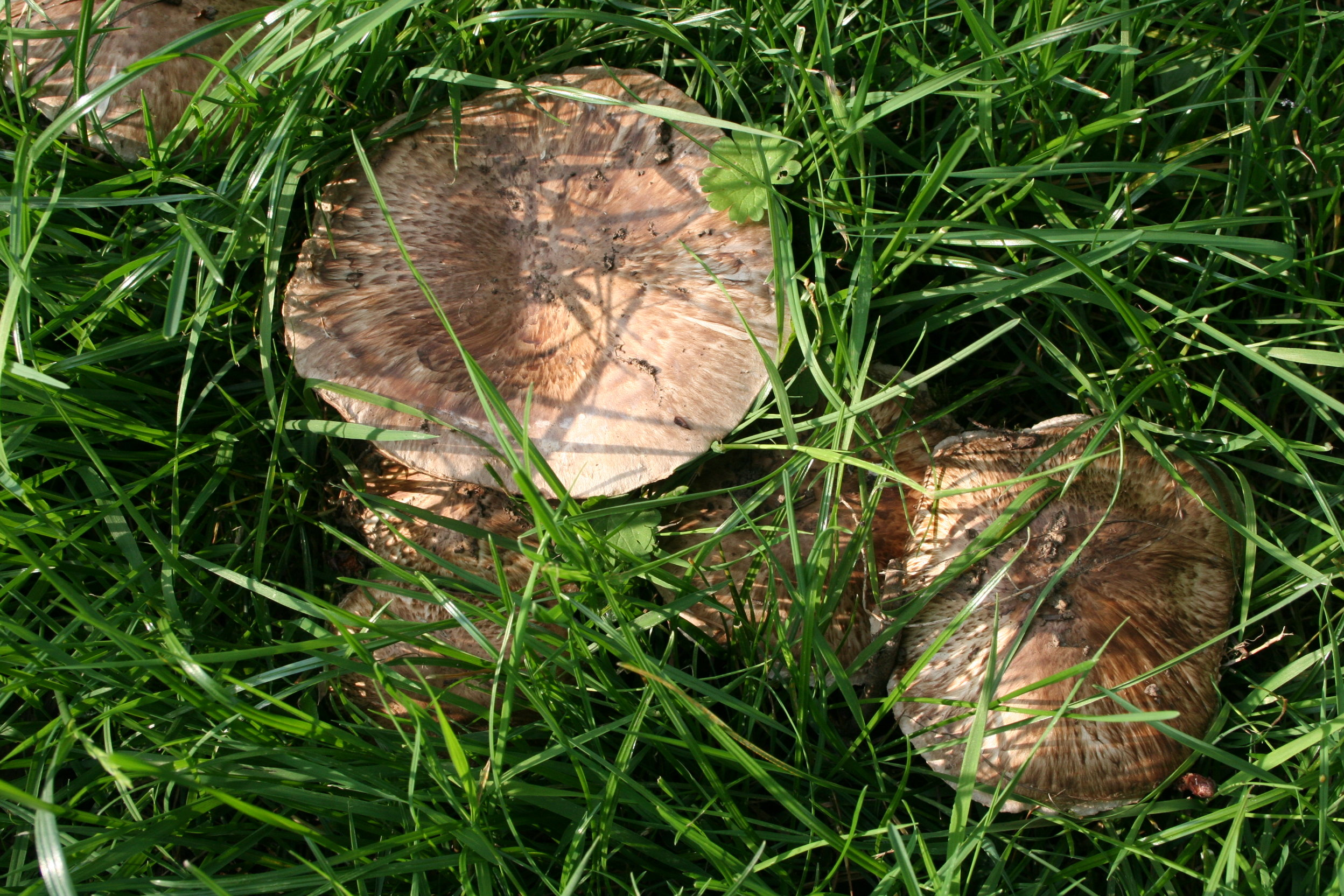
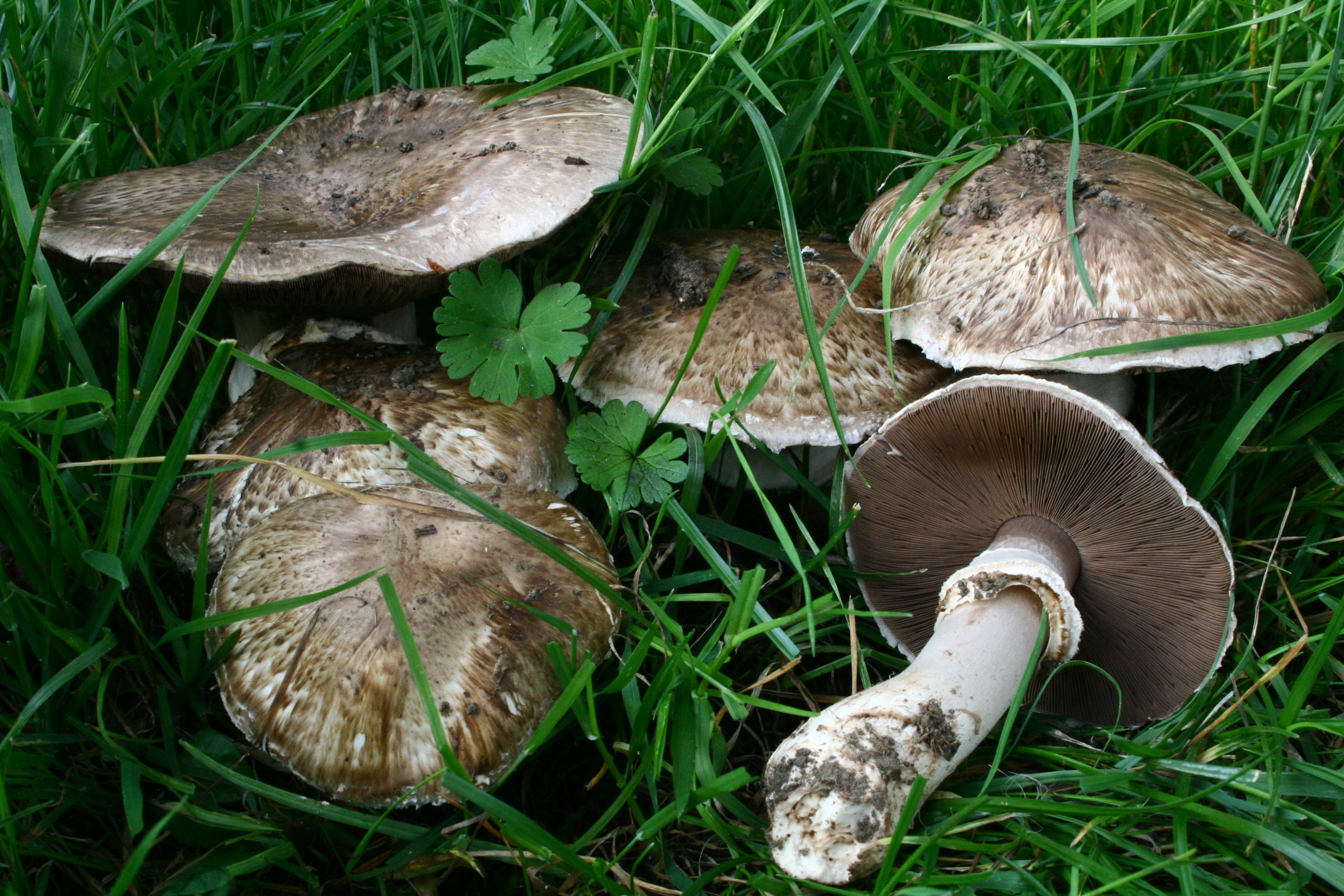